# Bob Giraldi
Bob Giraldi, född 17 januari 1939 i Paterson i New Jersey, är en amerikansk filmregissör, filmproducent och manusförfattare. Han har främst varit verksam som producent. Som regissör har han främst gjort dokumentärer, bland annat om Michael Jackson. Bob Giraldi har även gjort musikvideor för Michael Jackson och andra. Den av hans spelfilmer som haft störst framgång är Dinner Rush från 2000 med bland andra Danny Aiello. Filmen utspelar sig på en populär restaurang i Tribeca i New York. Aiellos karaktär Louie Crupa är bookmaker och restaurangens ägare. Hans son är köksmästare och vill ta över restaurangen. I köket finns en kock med spelproblem. Intrigen kretsar även kring organiserad brottslighet.